# تمساح 5
التمساح 5 هي مركبة مدرعة خفيفة (LAV) مصرية 4x4 مصممة للقيام بدوريات أو استخدامها كمركبة شحن في الظروف الصحراوية. تصميم المركبة يعتمد على تصميم الشاحنات الصغيرة (نصف نقل)، حيث يوجد المحرك في المقدمة، وقسم الطاقم والجنود في الوسط، ومنطقة الشحن في الخلف.
مجمع الصناعات الهندسية (EIC) كشف رسميًا عن التمساح 5 خلال معرض مصر للدفاع إيديكس 2021. التمساح 5 هي عضو جديد في عائلة مركبات التمساح المدرعة ذات العجلات، ولكنها مصممة لتستخدم كمركبة استطلاع ومركبة قتالية متعددة الاستخدامات. تم تأسيس مجمع الصناعات الهندسية (EIC) في عام 1978 في مصر، ويُعد أحد الوحدات الفريدة التابعة لإدارة المركبات بوزارة الدفاع المصرية.

## التصميم
التمساح 5 مبني على هيكل مدني من تويوتا تم تعديله وتكوينه ليتناسب مع احتياجات القوات العسكرية والأمنية. تم تجهيز مقدمة المركبة بزجاجين أماميين كبيرين مقاومين للرصاص، بينما يحتوي كل جانب من الهيكل على بابين يفتحان للأمام، وكل باب مزود بفتحة إطلاق نار. يوجد باب إضافي في الجزء الخلفي من قسم الجنود مزود بنافذة صغيرة مقاومة للرصاص وفتحة إطلاق نار واحدة.
تزن المركبة 3,300 كجم كوزن قتالي، مع حمولة قصوى تصل إلى 700 كجم. سقف المركبة مجهز ببرج مفتوح لشخص واحد مزود برشاش ثقيل عيار 12.7 ملم. يوفر البرج حماية مدرعة للرامي عند وضع الفتح.
تحمل التمساح 5 طاقمًا مكونًا من شخصين، يشمل السائق والقائد في المقدمة، ويمكنها نقل جنديين إضافيين في الجزء الخلفي من الهيكل. يبلغ طول المركبة 5.10 متر، وعرضها 1.97 متر، وارتفاعها 2.22 متر بما في ذلك البرج.
تأتي المركبة مزودة بمكيف هواء عالي الأداء، وطلاء بدرجة عسكرية، وخمس فتحات لإطلاق النار.

### مستوى الحماية
يوفر هيكل التمساح 5 حماية باليستية من المستوى BR6، وهو قادر على مقاومة إطلاق نار من أسلحة صغيرة عيار 7.62 ملم.

### المناورة
التمساح 5 مزودة بمحرك بنزين يولد قوة 451 حصانًا عند 5,200 دورة في الدقيقة، مع ناقل حركة أوتوماتيكي. يمكن للمركبة الوصول إلى سرعة قصوى تبلغ 180 كم/ساعة، بمدى أقصى يصل إلى 400 كم. تتمتع بخلوص أرضي يبلغ 330 ملم.

## المستخدمون
- مصر